# Celleporina souleae
Celleporina souleae is een mosdiertjessoort uit de familie van de Celleporidae. De wetenschappelijke naam van de soort is voor het eerst geldig gepubliceerd in 1979 door Morris.